# Trận Dobropillia
Trận Dobropillia (Dobropillia offensive) là một chiến dịch quân sự đang diễn ra trong bối cảnh chiến dịch miền Đông Ukraina của cuộc xâm lược Ukraina của Nga (mà Nga vẫn gọi là Chiến dịch quân sự đặc biệt) do Lực lượng vũ trang Nga thực hiện với mục tiêu chính là chiếm thành phố chiến lược Dobropillia ở phía tây tỉnh Donetsk. Cuộc tấn công này là một phần của chiến dịch Pokrovsk rộng lớn hơn diễn ra ác liệt trong khoảng thời gian giữa năm 2024 và năm 2025. Mục tiêu chính của chiến dịch tấn công Dobropillia là giành quyền kiểm soát các tuyến đường hậu cần trọng yếu của Ukraina, đặc biệt là tuyến cao tốc nối Dobropillia và Kramatorsk. Quân đội Nga đã tiến hành một chiến dịch kéo dài một năm để cố tiến chiếm thành phố chiến lược Pokrovsk nhưng vẫn bế tắc, tiến chậm, tổn thất lớn, nay họ lại thừa cơ mở một đợt tấn công liều lĩnh bất chấp vào thế trận phòng thủ liên thành của Ukraina. Về mặt ngoại giao, các nhà phân tích lưu ý rằng cuộc tấn công này có thể được phát động thực chất để đưa Nga vào vị thế tốt hơn trong các cuộc đàm phán hòa bình tại Hội nghị thượng đỉnh Nga – Mỹ năm 2025. 
Theo các báo cáo, lực lượng Nga đã đạt được những bước tiến đáng kể, chọc thủng một số phòng tuyến của Ukraina và áp sát các khu vực lân cận Dobropillia và Pokrovsk. Đến tháng 7 năm 2025, cuộc tấn công đã đạt một số kết quả khi lực lượng Nga được tiến lên phía sườn phía đông và phía bắc trong nỗ lực bao vây hoàn toàn thành phố. Cuộc tấn công này đã chia cắt, tách khỏi sườn phía bắc của cuộc tấn công Pokrovsk sau một cuộc tấn công lớn ở phía đông bắc Rodynske. Thông tin về chiến dịch này đã được ghi nhận vào ngày 10 tháng 3 năm 2025, khi một số kênh truyền thông đưa tin về một cuộc tấn công bằng tên lửa và máy bay không người lái quy mô lớn của Nga nhằm vào Dobropillia gây ra nhiều thiệt hại. Đến ngày 12 tháng 8 năm 2025, càng nhiều tin chi tiết hơn về việc Nga áp sát tuyến cao tốc chiến lược Dobropillia đặt ra nguy cơ Ukraina có thể mất "huyết mạch" hậu cần quan trọng này. Các cuộc tấn công liên tục đã khiến Ukraina phải điều động các đơn vị tinh nhuệ Quân đoàn Azov số 1 (tiền thân là tiểu đoàn Azov) để củng cố phòng tuyến nhằm ngăn chặn đà tiến của Nga và họ đã dần lấy lại thế trận.

## Diễn biến

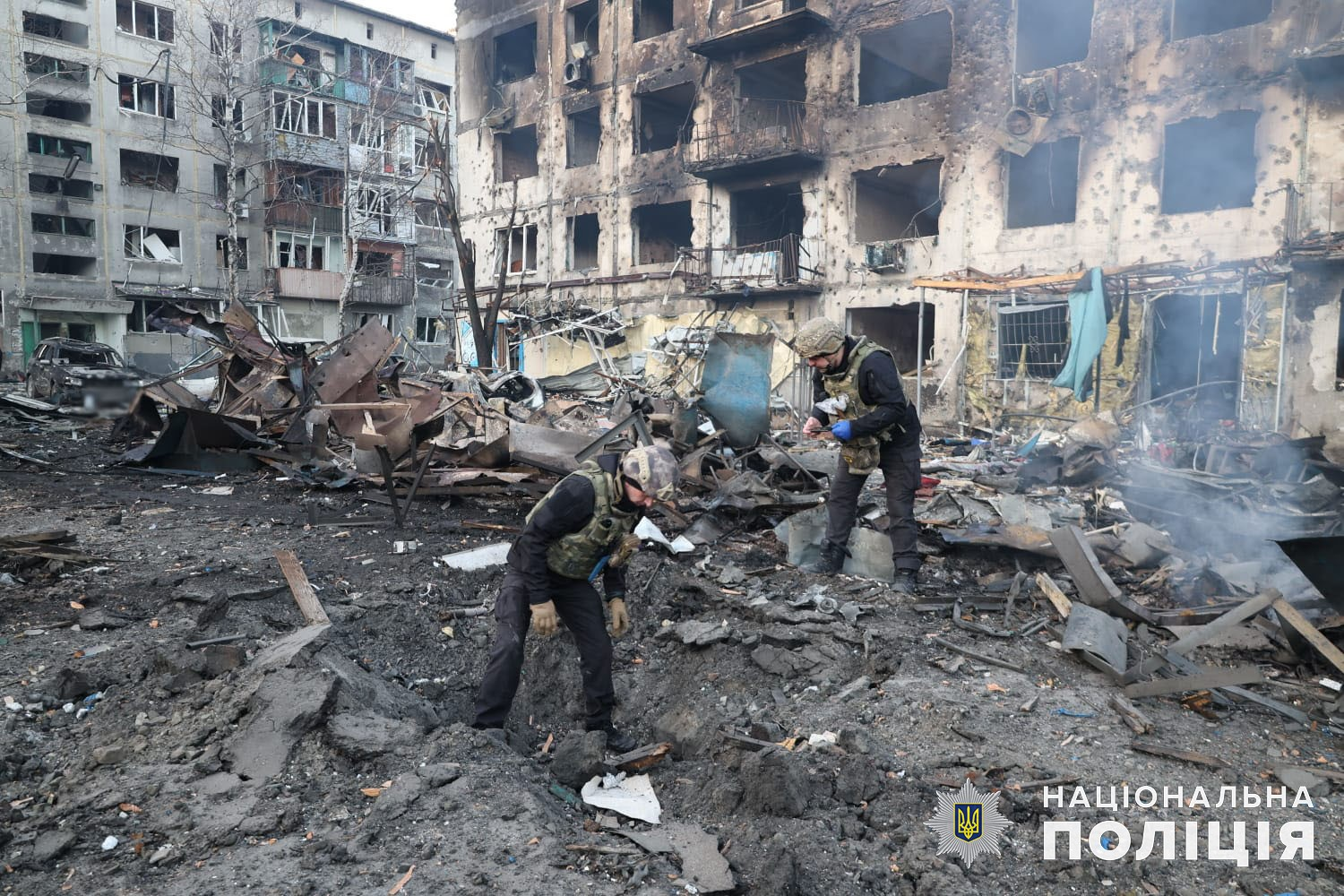
Một tòa nhà bị hư hại sau cuộc tấn công của Nga

Bắt đầu từ ngày 11 tháng 8 năm 2025, Lực lượng vũ trang Nga đã phát động một cuộc tấn công trên bộ lớn từ phía bắc Pokrovsk theo hướng Dobropillia. Cuộc tấn công ban đầu bao gồm các đơn vị lính nhỏ xâm nhập vào hệ thống phòng thủ của Ukraina, một chiến thuật mà Nga đã sử dụng trước đây trong cuộc tấn công xung quanh Pokrovsk. Lúc đầu, không rõ liệu các nhóm Biệt kích Nga này có thể củng cố vị trí của họ hay không. Các đơn vị chủ lực của quân Nga được cho là đang hoạt động ở Kucheriv Yar (Кучерів Яр), Vesele (Веселе) và ở gần Zolotyi Kolodiaz (Золотий Колодязь). Các đội tấn công của Nga cũng tiến gần đến đường cao tốc Dobropillia–Kramatorsk. Bất chấp những báo cáo này, Tập đoàn Chiến lược Dnipro của Ukraina tuyên bố rằng những cuộc xâm nhập này "không nhằm mục đích kiểm soát lãnh thổ". 
Bản đồ Tình báo nguồn mở trong cuộc xâm lược Ukraina OSINT DeepStateMap.Live đã cập nhật bản đồ của họ để hiển thị 15km dải đất rộng khoảng 6km đã bị chiếm giữ kể từ những cuộc tiến công trước đó về phía bắc Pokrovsk vào ngày 7 tháng 8 năm 2025. Quân đội Ukraina phủ nhận báo cáo về một cuộc đột phá ở phía bắc Pokrovsk và theo hướng Dobropillia. Ngày hôm sau, ngày 8 tháng 8 năm 2025, người ta xác nhận rằng lực lượng Nga đã có thể vượt qua tuyến phòng thủ chính của Ukraina trong khu vực với bước tiến lên tới 10 km (sáu dặm) về phía Dobropillia. Trong quá trình tiến công, các nhóm tấn công của Nga được cho là đã tiến vào ít nhất chín khu định cư. Các nhà phân tích lưu ý rằng đây là bước tiến lớn nhất của Nga trong một ngày kể từ tháng 5 năm 2024. Một chỉ huy địa phương người Ukraina nói với CNN rằng các đơn vị nhỏ của Nga đã xâm nhập vào tuyến phòng thủ của Ukraina để tìm kiếm điểm yếu. Ông cũng nói thêm rằng một số vị trí phòng thủ của Ukraina chỉ gồm hai người, hoàn toàn dựa vào tiếp tế bằng máy bay không người lái. 
Tổng tư lệnh quân đội Ukraina là Oleksandr Syrskyi đã báo cáo rằng các tài sản và nhân sự bổ sung đã được gửi đến khu vực này để chống lại cuộc tấn công. Ngoài ra, Quân đoàn 1 Azov (được tổ chức lại từ tiểu đoàn Azov) đang được triển khai theo hướng đường cao tốc Dobropillia–Kramatorsk, thay thế Nhóm chiến thuật Pokrovsk đang quá tải ở khu vực tiền tuyến này. Do cuộc tấn công nhanh chóng của Nga, nhiều cư dân còn lại ở Dobropillia đã bắt đầu chạy trốn khỏi thành phố. Chính quyền Ukraine đã công bố lệnh di tản khẩn cấp bắt buộc đối với các gia đình có trẻ em tại khu đô thị Bilozerske vào ngày 13 tháng 8 năm 2025. Cùng ngày, Bộ Quốc phòng Nga tuyên bố giành quyền kiểm soát các làng Nykanorivka và Zatyshok (tỉnh Donetsk), cả hai đều nằm ở phía đông nam Dobropillia. Viện Nghiên cứu chiến tranh (ISW) đánh giá rằng lực lượng Nga vẫn tiếp tục hoạt động tại hàng chục khu định cư ở phía đông và đông bắc Dobropillia. Tuy nhiên, họ nhấn mạnh rằng sự hiện diện của Nga trong khu vực không đồng nghĩa với việc kiểm soát hoàn toàn lãnh thổ. Bộ Tổng tham mưu Lực lượng vũ trang Ukraina cho biết vào ngày 14 tháng 8 năm 2025 rằng lực lượng của họ đã chặn đứng bước tiến của quân Nga theo hướng thành phố Dobropillia. Trong các hoạt động phản công, Quân đoàn Azov số 1 tuyên bố đã tiêu diệt 151 binh sĩ Nga trong hai ngày qua. Thống đốc tỉnh Donetsk là ông Vadym Filashkin đã tuyên bố rằng tình hình gần Dobropillia nay đã ổn định, được lập lại trật tự.
Tin tức ngày 14 tháng 8 năm 2025 cho biết rằng đợt tiến công chọc thủng phòng tuyến phía bắc Pokrovsk có thể giúp quân đội Nga cắt đứt tuyến hậu cần trọng yếu của Ukraina tại tỉnh Donetsk. Tổng thống Volodymyr Zelensky nhấn mạnh các đơn vị này không có thiết bị quân sự hạng nặng hay phương tiện hỗ trợ, khẳng định các đơn vị đối phương sẽ sớm bị đánh bại. Andriy Kovalov, phát ngôn viên Bộ tổng tham mưu quân đội Ukraine, khẳng định lực lượng nước này "đang thực hiện những biện pháp hiệu quả để chặn đà tiến công của Nga trên mặt trận Dobropillia và Pokrovsk". Hai thành trì lớn cuối cùng trong khu vực là Slovyansk và Kramatorsk có nguy cơ bị cắt khỏi tỉnh Dnipropetrovsk, chỉ còn tuyến tiếp tế duy nhất từ tỉnh Kharkov. Các nhà phân tích vẫn cho rằng phòng tuyến Ukraina vẫn có khả năng cầm chân lực lượng Nga, chưa đứng bên bờ sụp đổ hoàn toàn. Do thiết bị bay không người lái hoạt động dày đặc trên chiến trường, Nga không phát động các đợt tiến công bằng tăng thiết giáp và những đơn vị bộ binh lớn, mà chỉ huy động những phân đội gồm vài quân nhân để tìm điểm yếu và từng bước xâm nhập phòng tuyến quá tải của Ukraina. 
Đến ngày 15 tháng 8 năm 2025, Bộ Tổng tham mưu Quân đội Ukraina và các báo cáo chính thức khác một lần nữa tuyên bố rằng bước đột phá ban đầu đã được ngăn chặn và các trận chiến với lực lượng Nga vẫn đang diễn ra trên lãnh thổ đã tái chiếm được ở các làng Dorozhnie và Maiak. Các đơn vị thuộc Lữ đoàn cơ giới số 93 “Kholodnyi Yar” đã giành lại quyền kiểm soát các làng Hruzke và Vesele ở tỉnh Donetsk từ tay quân Nga sau khi bị chọc thủng phòng tuyến trước đó. Trong chiến dịch chớp nhoáng như sấm sét này, lực lượng trinh sát, máy bay không người lái và pháo binh của Ukraina cũng được huy động tối đa, giúp tiêu diệt hiệu quả sinh lực đối phương, các trận đánh cũng có sự tham gia của hệ thống tấn công mặt đất điều khiển từ xa và robot gắn tháp pháo súng máy, được dùng để tấn công các vị trí kiên cố của quân Nga. Quân Nga đang dãy giụa, tận dụng ưu thế quân số để tìm cách thâm nhập phòng tuyến Ukraina theo từng nhóm nhỏ và đã có 35 lần cố gắng đẩy lùi các đơn vị Ukraina nhưng phải chịu thương vong nặng nề, binh sĩ Lữ đoàn cơ giới số 93 của Ukraina đã bắt giữ được 4 quân nhân Nga thuộc Lữ đoàn bộ binh cơ giới cận vệ độc lập số 132. Đến ngày 16 tháng 8 năm 2025, phía Ukraina tuyên bố đã phản công dữ dội và đã đẩy lùi quân đội Nga ra khỏi 7 ngôi làng trên các mặt trận gần Rubezhnoye, Zolotoy Kolodyaz, Vesyoloye, Volnoye, Shakhovoye, Nikanorovka và Sukhetske. Quân đoàn 1 Ukraina cho biết các khu vực sau đã được giành lại Gruzskoye, Rubezhnoye, Novovodanoye, Petrovka, Vesyoloye và Zolotoy Kolodets. Lực lượng Nga đã chịu tổn thất 271 quân nhân thiệt mạng, 101 người bị thương và 13 binh sĩ Nga bị bắt. Ukraina cũng đã phá hủy hoặc gây hư hỏng đối với 1 xe tăng, 2 xe bọc thép chiến đấu, 37 ô tô và xe máy, 3 khẩu pháo.

## Phân tích
— DeepStateMap.Live thông tin trong một báo cáo vào ngày cuộc tấn công lớn bắt đầu
— Ông Volodymyr Zelenskyy, trong một bài đăng trên Twitter (X) vào ngày 12 tháng 8 năm 2025
Sĩ quan Lực lượng vũ trang Ukraina là ông Andriy Tkachuk đã báo cáo rằng cuộc tấn công trực diện có thể là một nỗ lực nhằm chia cắt lực lượng Ukraine tại khu vực tiền tuyến này làm đôi, đồng thời báo cáo thêm rằng tình hình là "rất khó khăn". Viện Nghiên cứu Chiến tranh báo cáo rằng mặc dù đã có những tiến bộ về mặt chiến thuật, nhưng vẫn chưa có "bước đột phá ở cấp độ hoạt động" nào xảy ra. Ngược lại, RBC-Ukraine đưa tin cuộc tấn công đã trở nên tồi tệ hơn đối với lực lượng Ukraina do các sĩ quan ở khu vực mặt trận này báo cáo rằng cuộc tấn công đã "được kiểm soát" hoặc "không nắm bắt được toàn bộ quy mô của vấn đề". DeepState đưa tin "tình hình vẫn hỗn loạn" với "lực lượng Nga nhanh chóng thiết lập các vị trí để tụ tập quân số cho những cuộc tiến công tiếp theo". 
Nếu không được kiểm soát, DeepState tiếp tục báo cáo rằng cuộc tấn công đã đặt Dobropillia vào "mối nguy hiểm trước mắt", khiến thành phố Pokrovsk bị đe dọa bao vây và đe dọa Kostiantynivka từ một hướng mới. Mặc dù cả DeepStateMap.Live và Ukrainian National News đều đưa tin rằng lực lượng Nga đang phải chịu thương vong nặng nề trong cuộc tiến công mà do Nga bất chấp phát động. Lợi thế về quân số của Nga và tình trạng thiếu hụt bộ binh Ukraina ở khu vực tiền tuyến này cho phép cuộc tấn công vẫn thành công và khiến quân Ukraine khó có thể cắt đứt và bao vây các đơn vị Nga đang tiến quân. Dưới đây là danh sách các khu vực đông dân cư bị ảnh hưởng từ cuộc tấn công, cùng với tình trạng kiểm soát của các khu vực này tính đến ngày được liệt kê ở phía bên phải của bảng. Nếu chưa được mô tả chi tiết hơn trong các phần trước, thông tin được sử dụng trong bảng được lấy từ DeepStateMap.Live:
| Tên địa điểm     | Dân số | Chiếm giữ | Tranh chấp | Tính đến        |
| ---------------- | ------ | --------- | ---------- | --------------- |
| Bilytske         | 7,764  | Ukraina   | Có         | 15 Th8 năm 2025 |
| Dobropillia      | 28,170 | Ukraina   |            | 15 Th8 năm 2025 |
| Dorozhnie        | 63     | Nga       | Có         | 15 Th8 năm 2025 |
| Kucheriv Yar     | 145    | Nga       | Có         | 15 Th8 năm 2025 |
| Nove Shakhove    | 191    | Nga       | Có         | 15 Th8 năm 2025 |
| Rubizhne         | 109    | Ukraina   | Có         | 15 Th8 năm 2025 |
| Shakove          | 899    | Ukraina   | Có         | 15 Th8 năm 2025 |
| Vesele           | 227    | Nga       | Có         | 15 Th8 năm 2025 |
| Vilne            | 71     | Ukraina   | Có         | 15 Th8 năm 2025 |
| Zolotyi Kolodiaz | 910    | Nga       | Có         | 15 Th8 năm 2025 |